# 100 Gecs
100 Gecs — американський гіперпоп-дует, створений у 2015 році, до складу якого входять Ділан Брейді та Лора Лес. У 2019 році вони самостійно випустили свій дебютний альбом «1000 Gecs», який отримав схвальні відгуки критиків, а потім у липні 2020 — ремікс-альбом «1000 Gecs and the Tree of Clues». Їхня музика відома своєю часто хаотичною, але привабливою сумішшю різних стилів, і була описана як приклад жанру гіперпоп 2010-х років. 

## Історія

### 2015–2018: Формування та одноіменний EP
Брейді та Лес, які жили за кілька миль одне від одного в районі Сент-Луїса (Кірквуд та Вебстер-Гроувс відповідно), вперше познайомилися під час навчання в старших класах на родео. Однак вперше ідея співпраці в них виникла після зустрічі на домашній вечірці у 2012 році. Взимку 2015 року Лес і Брейді вперше почали спільно робити музику, записавшись у Чикаго, і врешті-решт 12 липня 2016 року самостійно випустили свій перший EP «100 Gecs». Походження назви 100 Gecs є спірним, оскільки Брейді та Лес давали різні та суперечливі пояснення в інтерв'ю.

### 2019–2020: «1000 Gecs» та «1000 Gecs and the Tree of Clues»
Незважаючи на плани записати більше музики, їм не вдалося знайти достатньо часу, поки вони не виступили з «проривним» діджей-сетом на Minecraft Fire Festival 2019 року. Після цієї співпраці вони продовжили роботу над піснями і 31 травня 2019 року випустили свій дебютний альбом «1000 Gecs», який отримав позитивні відгуки. За словами Вілла Прітчарда з The Independent, альбом допоміг закріпити еклектичний«гіперпоп»-стиль 2010-х років, довівши жанр «до його найбільш радикальних (та найбільш чіпких) висновків: оброблені та викривлені ледве не до руйнування треп-біти „стадіонного розміру“, збуджений емо-вокал та каскадні рейвові арпеджіо».
У вересні 2019 року було оголошено, що 100 Gecs та Slowthai виступатимуть на підтримці Brockhampton у їхньому турі Heaven Belongs to You, що відбувся пізніше того ж року, 100 Gecs також стали хедлайнерами шести власних концертів у різних містах під час туру. У листопаді 2019 року дует з'явився у веб-серіалі «FishCenter Live» від Adult Swim і виконав пісні «800db Cloud» та «Stupid Horse» на фоні хромакея з зображенням акваріума. У 2019 році 100 Gecs були названі журналом Rolling Stone «виконавцем, якого потрібно знати». Музичний критик New York Times Джон Караманіка назвав «1000 Gecs» найкращим альбомом року, також журнали Crack Magazine, Noisey, Paper, Pitchfork, Stereogum внесли його в список найкращих альбомів року. Наприкінці 2019 року Брейді анонсував реміксовий альбом дуету з попередньою назвою «1000 Gecs & th3 phant0m m3nac3» за участю виконавців, включаючи A. G. Cook та Injury Reserve. Пізніше альбом був перейменований на «1000 Gecs and the Tree of Clues», який Лес назвала «супутником оригіналу». Альбом було випущено 10 липня 2020 року.
Перед альбомом було випущено кілька синглів. Ремікс A. G. Cook'а  на «Money Machine» був випущений у жовтні 2019 року, а потім ремікс від Injury Reserve на «745 Sticky» у листопаді 2019 року. «Ringtone (Remix)» за участю Charli XCX, Rico Nasty та Kero Kero Bonito вийшла у лютому 2020 року. У 2020 році 100 Gecs були підписані лейблом Atlantic Records. Брейді сказав NME, що вони «намагаються бути дійсно великими — намагаються бути такими ж великими, як Ед Ширан», тоді як Лес сказала, що Atlantic «добре підходять... є багато речей, які вони можуть допомогти нам досягти». У жовтні 2020 року 100 Gecs розпочали резиденцію художника в Інституті звукозаписної музики Університету Нью-Йорка. Перед пандемією COVID-19 вони мали виступити на Coachella у квітні 2020 року. 100 Gecs очолили ще один фестиваль Minecraft Square Garden у квітні 2020 року разом з музичними виконавцями Charli XCX, Kero Kero Bonito, Dorian Electra та Cashmere Cat. У червні 2020 року вони заявили в інтерв'ю The Forty Five, що сподіваються зробити саундтрек до фільму від Дісней. У серпні 2020 року було оголошено, що 100 Gecs виступить на фестивалях у Редінгу та Лідсі в серпні 2021 року. 15 листопада 2020 року вони випустили сингл «Lonely Machines» з американським гуртом 3OH!3. Пізніше того ж року вони випустили різдвяну пісню «Sympathy 4 the Grinch».
У 2020 році Брейді спродюсував кілька треків для Rico Nasty, наприклад, серпневий реліз «iPhone» і листопадовий реліз «OHFR?», обидва з яких були синглами з її дебютного альбому «Nightmare Vacation» (2020). Створення кількох інших треків на альбомі також було приписано Брейді та Лес, разом під назвою «100 Gecs».

### 2021–донині: «10000 Gecs»
На початку 2021 року учасники гурту розпочали незалежні проекти: Лес випустила свій дебютний сольний сингл «Haunted», а Брейді випустив дебютний альбом «Cake Pop 2» своєї групи Cake Pop. 6 вересня 2021 року 100 Gecs оголосили про свій третій студійний альбом «10000 Gecs». Альбом буде більш мейнстрімним та «зрілим» за своїм звучанням та включатиме пісні, де Лес можна буде почути без фірмового автонтюну.
У липні 2021 року дует оголосив про тур 10000 Gecs, який відбувся з жовтня по грудень у Північній Америці. 6 вересня 100 Gecs анонсували свій другий студійний альбом «10000 Gecs». За словами Стівена Горовіца з Pitchfork, альбом більш мейнстрімовий і «зрілий» за своїм звучанням, ніж їхні попередні роботи, і включатиме пісні, де Лес звучить без фірмового автотюну дуету. Північноамериканський етап туру 10000 Gecs розпочався 8 жовтня в Fox Theatre в Окленді, штат Каліфорнія, і завершився 9 грудня в музичному залі Terminal 5 у Нью-Йорку, цей виступ також транслювався на онлайн-сервісі Twitch. 19 листопада 100 Gecs випустили перший сингл з альбому, «mememe», під час свого туру, з супровідним калейдоскопічним музичним відео, на якому пара танцює в мантіях чарівників.
Через чотири дні туру було оголошено дати для етапу туру в Європі 2022 туру 10000 Gecs, який спочатку мав розпочатися в Москві в січні та завершитися в Лондоні в лютому, але їх було відкладено до серпня та вересня.  Наприкінці 2021 та на початку 2022 року було оголошено кілька музичних фестивалів 2022 року зі 100 Gecs, наприклад, BUKU в Новому Орлеані в березні, Церемонія в Мехіко у квітні, Коачелла в Індіо, штат Каліфорнія, у квітні, Forecastle у Луїсвіллі в травні, Governors Ball у Квінз, Нью-Йорк, у червні і Боннару в Манчестері, штат Теннессі, в червні.
12 квітня 2022 року 100 Gecs випустили «Doritos & Fritos» як другий сингл для «10000 Gecs» разом із супровідною візуалізацією. Пісня є відхиленням від їхнього усталеного звучання та має більше характеристик альтроку, ніж гіперпопу. 16 травня 2022 року вийшов музичний кліп на трек, у якому дует літає пустелею, поки новини розповідають про їхні дії; у відео був присутній фальшивий Денні Девіто.
2 грудня 2022 року гурт випустив міні-альбом «Snake Eyes» за участі Skrillex. В той же день було анонсовано дату виходу «10000 Gecs» - 17 березня 2023.

## Фандом
Після успіху гурту сосна, зображена на обкладинках альбому «1000 Gecs» та альбомі реміксів «Tree of Clues», стала популярною серед шанувальників гурту. Незабаром було знайдено «дерево 1000 Gecs», яке виявилося розташованим в офісному парку, що належить Acuity Brands, у місті Дес-Плейнс, штат Іллінойс, поблизу міжнародного аеропорту О'Хара. Шанувальники 100 Gecs почали здійснювати «паломництва» до дерева і залишати речі позаду нього. У «Chicago Tribune» дерево та його славу порівнювали з будинком на обкладинці альбому «American Football» (1999) гурту American Football, що розташований в Урбані, штат Іллінойс. Музичне відео на їхній сингл «Money Machine» було знято в тому ж офісному парку безпосередньо перед тим, як була зроблена фотографія. 

## Стиль та впливи
Дует працює над треками, надсилаючи Logic Pro-файли проєкту один одному, перероблюючи пісні кожен раз — Лес описала процес як «щось типу вишуканого трупу». Їхня музика була названа «анархічним нападом на вуха», що «розтягує звичайні тропи попмузики у всіх напрямках», а також «абразивною максималістичною попсою» з «елементами поппанку, найткору, ска, дабстеп, деконструйований клуб, трансу, металу і геппі гардкору які кинуті в один великий інтернет-блендер», що призводить до «пісень, які перемикають передачі десятки разів, таким чином, що нагадує... Kid606, або Venetian Snares», також їхня музика порівнюється з лейблом PC Music та групою Sleigh Bells. Лес пояснила, що «злиття жанрів» є «більш природним, ніж люди думають», додавши, що група «не очікувала, що це [1000 Gecs] так зрезонує з людьми».
Брейді сказав, що на стиль 100 Gecs повпливали, зокрема, Breathe Carolina, John Zorn та I See Stars. Лес називає свій музичний процес «майже ментальною імпровізацією» і каже, що «[ми] намагаємося весело провести час і написати пісні, які ми хотіли б слухати» додавши, що «вся ідея маркування жанрів для нас не надто важлива». Лес захопилася музикою ще підлітком, коли отримала першу гітару; вона сказала, що «вона завжди просто хотіла бути автором пісень» і «любила все з ціпкою мелодією». Серед того, що повпливало на неї вона вказувала Naked City, Playboi Carti, 3OH!3, Cannibal Corpse  та різних виконавців PC Music. Обидва учаники гурту були сильно натхненні піснею Skrillex «Scary Monsters and Nice Sprites».

## Учасники гурту та сольні роботи

### Ділан Брейді
Брейді захопився музикою, коли був частиною хору в старших класах і три роки вивчав звукову техніку в коледжі, перш ніж переїхати до фешн-дістрікту Лос-Анджелеса. Він також виробляє та записує музику під своїм ім'ям. У 2019 році Брейді став співавтором пісні «Click» з альбому «Charli» Charli XCX (2019) — Charli XCX пояснила, що чула про Брейді через своїх шанувальників і «зараз постійно слухає [100 Gecs]». Брейді також є учасником гурту Cake Pop, що випустив один міні-альбом у 2015 та альбом у 2021 роках.
Студійні альбоми
- All I Ever Wanted (2015)
- This Car Needs Some Wheels (2019) (за участю Josh Pan)

Мініальбоми
- Saxophone Joe (2014)
- Choker (2016)
- Sinses (2017) (за участю BLOOM)
- Dog Show (2017)
- Peace & Love (2018)

### Лора Лес
Зараз Лес випускає музику під своїм ім'ям. Однак раніше вона випускала музику під псевдонімом osno1. Лес назвала трансгендерність тим, що сприяє її вивченню різних стилів співу, включаючи посилений вокал у «найткор-стилі», який вона зараз використовує майже виключно у своїй музиці. У Чикаго вона працювала в «перехресті між кав'ярнею та емпанада-рестораном і вивчала акустичну інженерію, перш ніж перейти до інженерії («Я просто займуся музикою та вивчу щось інше», —  сказала вона) в коледжі. Станом на  2020 вона живе в Чикаго зі своїм чоловіком Габріелем.
На початку 2021 року Лес взяла участь в альбомі реміксів альбому Кейті Дей «Mydata». У березні 2021 року Лес випустила свій сольний дебютний сингл «Haunted». Пісня раніше звучала на віртуальному концерті, але була офіційно випущена через позитивну реакцію її фанатів. The Daily Californian описав трек як «захоплюючий» та «моторошний» тоді як Stereogum назвав його «енергійним» та «шаленим».
Мініальбоми
- Hello Kitty Skates to the Fuckin Cemetary (2016)
- I Just Don't Wanna Name It Anything with "Beach" in the Title (2017)
- Big Summer Jams 2018 (2018)

Компіляційні альбоми
- Remixes 2017 (2017)
- Lethal Poison for the System (2017) (за участю 99jakes та Black Dresses)

## Дискографія

### Альбоми

#### Студійні альбоми
- 1000 Gecs (2019)
- 10000 Gecs (2023)

#### Альбоми реміксів
- 1000 Gecs and the Tree of Clues (2020)

### Мініальбоми
- 100 Gecs (2016)

### Сингли

#### 2019
- Money Machine
- Money Machine (A. G. Cook Remix)
- 745 Sticky (Injury Reserve Remix)

#### 2020
- Ringtone (Remix) (featuring Charli XCX, Rico Nasty and Kero Kero Bonito)
- Gec 2 Ü (Remix) (featuring Dorian Electra)
- Stupid Horse (Remix) (featuring Count Baldor and GFOTY)
- Hand Crushed by a Mallet (Remix) (featuring Fall Out Boy, Craig Owens, Nicole Dollanganger)[80][81]
- Lonely Machines (with 3Oh!3)
- Sympathy 4 the Grinch

#### 2021
- mememe

#### 2022
- Doritos & Fritos

### Ремікси
- Cmten feat. Glitch Gum — Never Met! (100 Gecs R3mix) (2020)
- Linkin Park — One Step Closer (100 Gecs Reanimation) (2021)

### Інші появи
- Devi Mccallion — Blogs (I Wanna Die On MTV) ft. 100 gecs
- HEALTH & 100 gecs – POWER FANTASY
- PLZ Locked Grooves / 100 gecs - One bar to rule them all
- 3OH!3 - LONELY MACHINES (feat. 100 gecs)

### Музичні кліпи

#### 2019
- Money Machine
- 800db Cloud

#### 2020
- Gec 2 Ü (Remix) (featuring Dorian Electra)
- Stupid Horse (Remix) (featuring GFOTY and Count Baldor)
- Hand Crushed by a Mallet (Remix) (featuring Fall Out Boy, Craig Owens, and Nicole Dollanganger)
- Hand Crushed by a Mallet

#### 2021
- mememe

#### 2022
- Doritos & Fritos

## Тури

### Хедлайнерські тури
- The Secter Tour (2019)
- 10000 Gecs Tour (2021-2022)
- Welcome To The World Tour (2022)

### Тури у якості підтримки
- Heaven Belongs to You Tour (з Brockhampton) (2019)
- США 2022 (з Nine Inch Nails) (2022)